# Pedro José Guiteras Font
 Pedro Guiteras Font (Matanzas (Cuba), 17 de maig, 1814 - Charleston (Estats Units), 30 de gener de 1890), fou un escriptor i pedagog cubà.
Estudià en les escoles de González i Guerra Bentacourt i es preocupà de tot el que es relacionaba amb la deficient educació de la dona, i fundà un col·legi. Després passà als Estats Units i s'establí a Bristol.
El 1848 presentà en el Jocs Florals un discurs sobre la Influencia de la mujer, estado de su educación y medios de mejorarla; a Filadèlfia el 1856 donà a imprimir Historia del asedio y de la conquista de la Habana en 1762 i, posteriorment, Historia general de la Isla de Cuba, que es considerada com a una de les millors. Publicà treballs importants en el Mundo Nuevo de Nova York.
El 1849 sofrí alguns mesos de presó per haver pres part amb el seu germà Eusebi en la insurrecció del general López.
També era germà d'Antonio (1819-1901), el qual com ell, també fou escriptor i pedagog.